# Bitwa pod Możajskiem (1618)
Bitwa pod Możajskiem – była bezpośrednią kontynuacją stoczonej dwa dni wcześniej Bitwy pod Borysowem podczas, której doszło do istotnego osłabienia sił rosyjskich w Możajsku. Główny cel bitwy, jakim było zdobycie Możajska, który był ostatnią przeszkodą w drodze do Moskwy nie powiódł się. Siły rosyjskie zdołały utrzymać miasto. Poniosły przy tym, jednak na tyle duże straty, że w konsekwencji doprowadziło to do opuszczenia miasta przez Rosjan i zdobycia go przez Polaków w ciągu następnych tygodni.